# Muttekopf
Muttekopf lub Imster Muttekopf – szczyt w Alpach Lechtalskich, części Północnych Alp Wapiennych. Leży w Austrii w kraju związkowym Tyrol. Szczyt można zdobyć ze schronisk Hanauer Hütte (1922 m) i Muttekopfhütte (1934 m).